# Pośrednia Złota Kazalnica
Pośrednia Złota Kazalnica (słow. Ušatá vežička) – wybitne spiętrzenie w północno-zachodniej grani Małego Kieżmarskiego Szczytu w słowackiej części Tatr Wysokich. Jest środkową z trzech Złotych Kazalnic w tej grani. Na południowym wschodzie graniczy z Wielką Złotą Kazalnicą, natomiast na północnym zachodzie – z Małą Złotą Kazalnicą.
Grań, w której znajduje się Pośrednia Złota Kazalnica, oddziela od siebie Dolinę Zieloną Kieżmarską na północnym wschodzie i jej odgałęzienie, Dolinę Dziką, na południowym zachodzie. W stronę Doliny Zielonej Kieżmarskiej opada z tej formacji urwista ściana północna kończąca się pomiędzy piarżystą zatoką nazywaną Uchem a podnóżem Dzikich Spadów. Poniżej Pośredniej Złotej Kazalnicy grań jest łagodna i trawiasto-skalista, powyżej niej znajduje się skalny ząb z przewieszoną płytą.
Na Pośrednią Złotą Kazalnicę nie prowadzą żadne szlaki turystyczne. Najdogodniejsza droga dla taterników wiedzie na nią granią od północnego zachodu. O wiele trudniejsza jest droga przez płytę północną ścianą z Doliny Zielonej Kieżmarskiej.
Pierwsze wejścia:
- letnie – Alfréd Grósz, Tibold Kregczy i Lajos Rokfalusy, 26 lipca 1912 r.,
- zimowe – František Eichler, Karel Johanovský, František Kroupa i Jan Mazáček, 24 marca 1951 r.[1]